# Secondo assedio di Saragozza

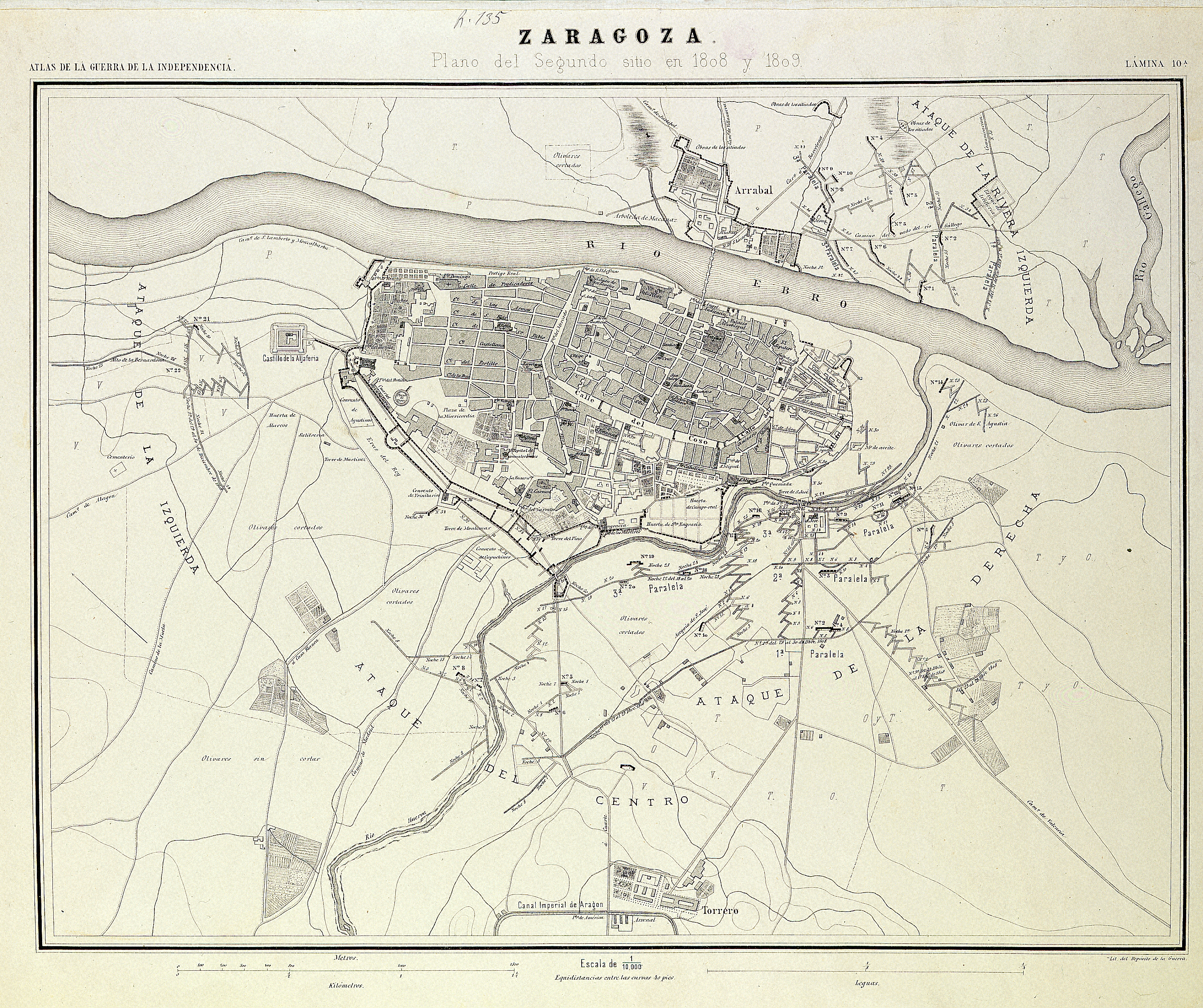
Mappa (1868) del secondo assedio di Saragozza

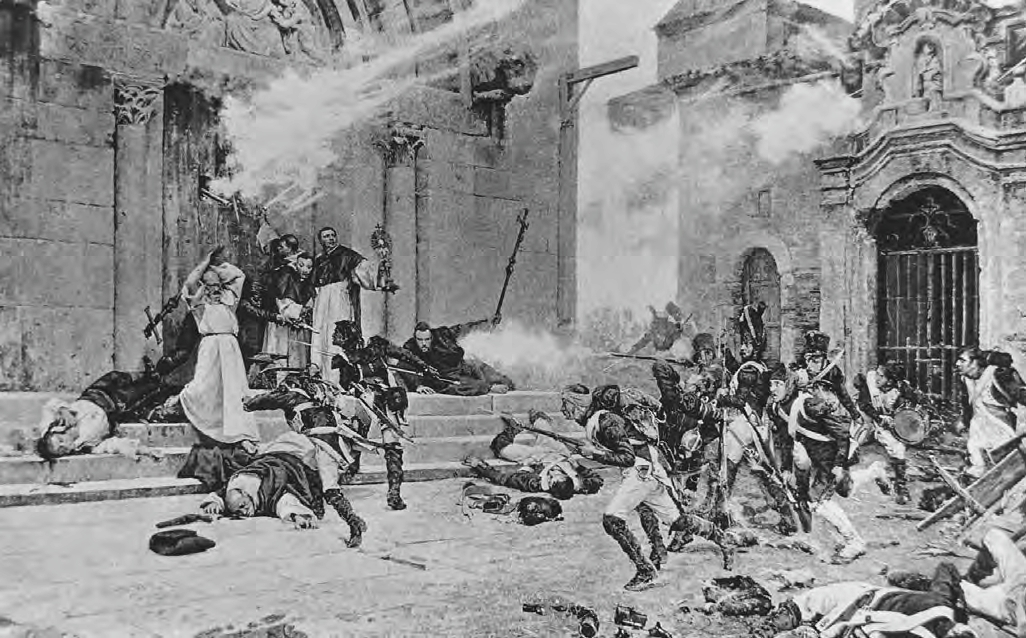
Combattimenti per le vie della città, illustrazione di Jules Girardet.

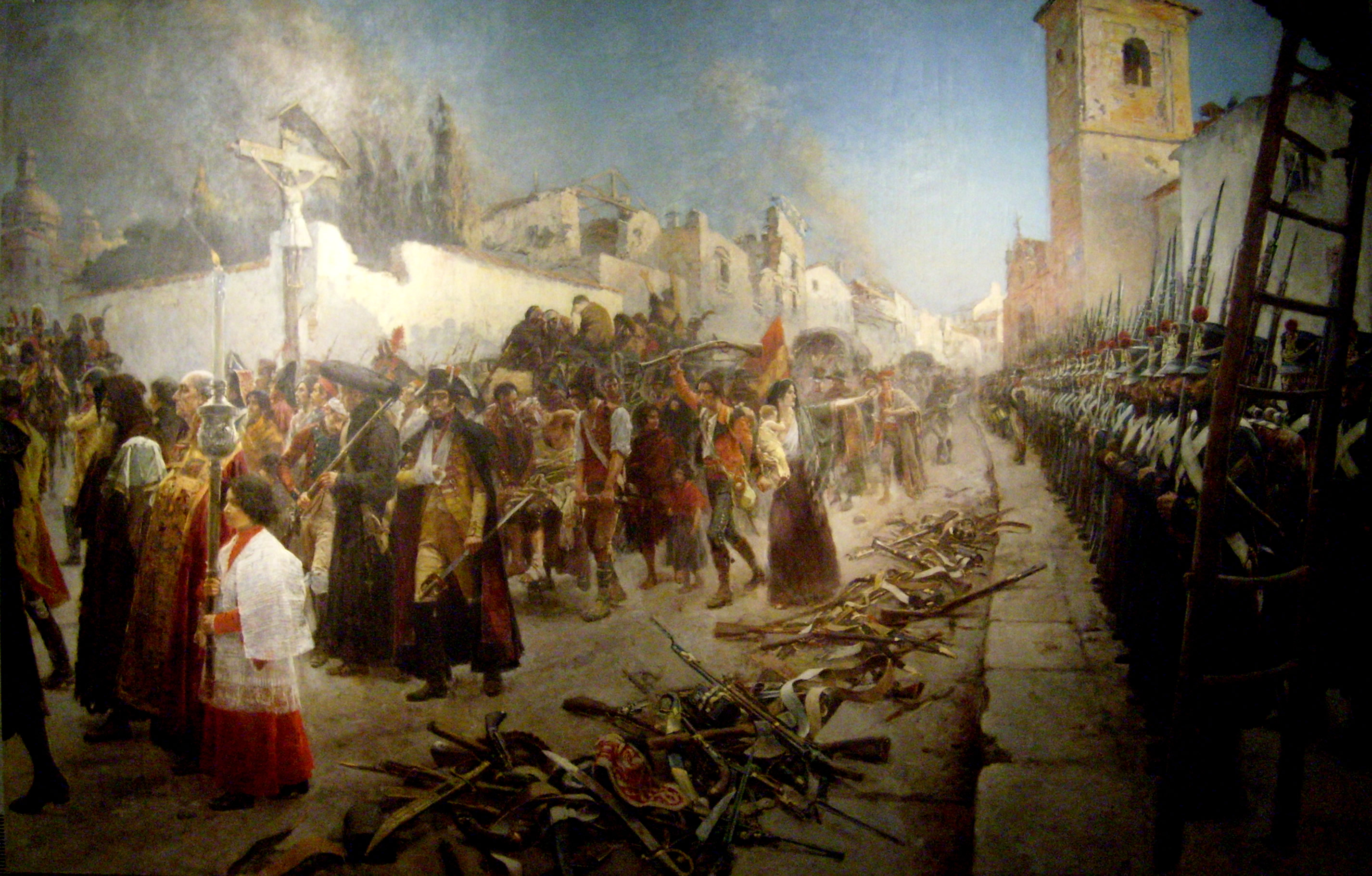
La resa di Saragozza, di Maurice Orange.

Il secondo assedio di Saragozza fu una battaglia combattuta all'interno della guerra d'indipendenza spagnola (1807–1814) che terminò con la cattura della città da parte dei napoleonici. Divenne particolarmente noto per la brutalità con la quale venne condotto.

## Contesto storico
Nel periodo delle rivolte del Dos de Mayo la città aveva già resistito ad un primo assedio dal 15 giugno al 14 agosto 1808. Quella fu una delle prime volte nella storia in cui  un esercito regolare venne sconfitto in un combattimento casa per casa.
Ulteriori sconfitte (in particolare la resa del generale Dupont nella battaglia di Bailén) costrinsero re Giuseppe Bonaparte a ritirarsi oltre il fiume Ebro, abbandonando gran parte della Spagna ad eccezione di una piccola parte a nordest e una piccola area attorno a Barcellona.
Il governo spagnolo a quel punto perse la sua più grande possibilità di sconfiggere i francesi, non riuscendo a nominare un proprio comandante unico, e continuando a lasciar agire i gruppi militari in campo in maniera indipendente. I principali eserciti in sostegno agli spagnoli erano quello del generale Blake sulla costa a nord, quello del generale Castaños attorno a Tudela e quello di Palafox attorno a Saragozza. Blake fu il più attivo, ma venne sconfitto a Zornoza il 31 ottobre 1808.
Il piano di Napoleone era quello di attaccare in forze Burgos tra le armate di Blake e di Castaños. Una volta entrato fra le due armate, pianificava di muoversi a nord e a sud e di chiudere in una morsa i due eserciti. Per fare ciò, Napoleone doveva raggiungere Saragozza. Decise anche di far rimanere in posizione il maresciallo Moncey davanti al generale Castaños sino alla fine di ottobre mentre il IV corpo d'armata del generale Ney raggiunse Burgos e Soria.
Il 21 novembre 1808,il III corpo d'armata francese attraversò il fiume Ebro a Logrono e si diresse ad est verso Calahorra. La colonna del maresciallo Ney raggiunse l'alta valle del Douro e puntò verso Tudela.
Per evitare di restare intrappolato tra gli eserciti, Castaños si ritirò a Tudela e chiese a Palafox di aiutarlo a tenere la linea verso la città di Cascante dove intendeva affrontare il corpo d'armata di Moncey prima dell'arrivo del IV corpo di Ney. Il vicecomadante dell'area per conto di Palafox, O'Neylle, comunicò di aver ricevuto l'ordine di non muoversi dai confini dell'Aragona (Tudela si trovava in Navarra).
Quando poi l'approvazione di Palafox giunse, l'attacco francese era già iniziato e aveva preso alla sprovvista  gli spagnoli. Quella battaglia fu una grande vittoria per i francesi, ma l'esercito spagnolo riuscì a fuggire, O'Neylle a Saragozza e Castaños a Madrid, portando con sé il grosso della cassa di guerra e dei cannoni. La situazione era pronta per un secondo assedio.

## Le difese
A Saragozza la situazione era cambiata dopo il primo assedio di giugno-agosto. In quell'assedio, la città disponeva di fortificazioni nuove, ad eccezione delle mura medievali che non potevano sostenere il bombardamento francese. I difensori erano composti solo da un gruppo di truppe regolari e di cannonieri, oltre ad una massa di migliaia di volontari. E comunque erano stati in grado di infliggere pesanti perdite al nemico.
Dal settembre del 1808 il colonnello Sangenís aveva ristrutturato, costruito o ammodernato un gran numero di fortificazioni . A sud, la città era protetta dal fiume Huerva che Sangenís utilizzò come un fossato con due ridotti a sud del fiume, chiamati rispettivamente "Nostra Signora della Colonna" a sudovest e "San José" a sudest.
Ad ovest era stato costruito un muraglione al di fuori dalle vecchie mura della città, sino ad incorporare i conventi degli agostiniani e dei trinitari. Quest'area servì anche per accogliere una grossa batteria d'artiglieria e venne scavato un fossato di 14 metri.
San Lazaro venne fortificata e due conventi a nord del fiume Ebro vennero convertiti in fortezze militari.
Sulla posizione chiave del Monte Torrero, Sangenís costruì un campo trincerato che utilizzava il canale Aragon come fossato difensivo.
I progressi nella costruzione delle fortificazioni  furono in parte rallentati dalla battaglia di Tudela. Dopo quell'episodio era chiaro che i francesi avrebbero potuto attaccare in ogni momento e per questo venne organizzata la disponibilità di 60 000 volontari. Grazie ad un ritardo dei francesi, gli spagnoli ebbero il tempo di sistemare e migliorare le fortificazioni e di ottenere rifornimenti sufficienti per quello che si prospettava un lungo assedio.
All'interno delle mura le case vennero interconnesse da passaggi tra le barricate. Anche la guarnigione presente era più forte che nel primo assedio. Palafox era stato in grado di reclutare 10-12 000 nuove reclute a Saragozza più altri 17 000 che, sopravvissuti alla battaglia di Tudela, si erano resi nuovamente disponibili. All'inizio dell'assedio Palafox disponeva di 32 000 fanti, 2 000 cavalieri e 10 000 volontari armati.
Per evitare l'esplosione di eventuali magazzini, la città iniziò a fabbricare polvere da sparo al bisogno.
I rifornimenti e le munizioni erano stati calcolati sufficienti per tre mesi.

## Il ritardo
La battaglia di Tudela era terminata il 23 novembre 1808 ma l'assedio di Saragozza non iniziò sino al 20 dicembre di quello stesso anno. Questo permise agli spagnoli di disporre di un tempo sufficiente a ricostruire le difese ed a raccogliere i rifornimenti.
Dopo la battaglia di Tudela due corpi armati si erano resi disponibili ad attaccare Saragozza (il III al comando del maresciallo Bon-Adrien Jeannot de Moncey ed il VI al comando del maresciallo Michel Ney). Entrambi questi due corpi d'armata lasciarono Tudela il 28 novembre e giunsero a Saragozza il 30 novembre. Erano sul punto di iniziare l'assedio quando il maresciallo Ney diede l'ordine alla sua armata di attraversare le montagne a Nueva Castilla per evitare che l'esercito del generale Castaños, ritiratosi da Tudela, potesse interferire nell'operazione nel suo viaggio verso Madrid.
Moncey rimase solo con 15 000 uomini davanti a Saragozza e ovviamente non iniziò l'assedio. Moncey si ritirò quindi nuovamente a Tudela attendendo rinforzi dal maresciallo Mortier col suo V corpo d'armata. Queste truppe giunsero dalla Germania il 15 dicembre portando il totale degli uomini pronti ad attaccare Saragozza a 38 000 fanti, 3 500 cavalieri, 3 000 genieri e 60 cannoni da assedio.

## L'assedio
Il 20 dicembre le forze francesi giunsero davanti a Saragozza. Moncey divise le sue forze: una divisione al comando del generale Gazan venne assegnata a nord, mentre il corpo di Mortier venne posto ad ovest, e Moncey si attestò a sud della città.

### Fase 1: Le fortificazioni esterne 20 dicembre 1808 – 15 gennaio 1809
Il primo obbiettivo chiave era per i francesi l'indebolimento delle fortificazioni esterne di Monte Torrero. Il 21 dicembre 1808, tre batterie iniziarono un bombardamento di quelle posizioni, seguito da un attacco di venti battaglioni di fanteria che riuscirono a scacciare gli spagnoli. Quel successo iniziale avrebbe consentito ai francesi di piazzare in quel punto la loro artiglieria per far breccia nelle mura meridionali della città.
Gazan lanciò un attacco quello stesso giorno su San Lazaro, ma questo non ebbe successo per la resistenza degli spagnoli.
Il 22 dicembre 1808 Moncey chiese formalmente la resa della città che venne rifiutata. Moncey decise quindi di concentrare i suoi sforzi nella parte meridionale della città e si preparò ad attaccare il ridotto di "Nostra Signora della Colonna" e quello di "San José". Vennero fatti dei preparativi anche per attaccare il castello di Aljafería a nordovest.
Il 29 dicembre 1808 Moncey venne riassegnato a Madrid e rimpiazzato al comando del III corpo d'armata dal generale Jean-Andoche Junot.
I preparativi francesi furono  completati il 10 gennaio 1809 e quel giorno iniziarono i bombardamenti ai due ridotti spagnoli. Sul finire del giorno, il ridotto di San José era sul punto di collassare. Palafox contrattaccò i francesi alle prime ore dell'11 gennaio ma l'attacco fallì e le truppe si ritirarono in città.
L'attacco francese al ridotto della Colonna proseguì sino alla notte del 15 quando la Legione della Vistola conquistò la posizione. Gli spagnoli intanto avevano già abbandonato la posizione distruggendo il ponte sul fiume Huerva.

### Fase 2: L'attacco alle mura, 16–27 gennaio 1809
Il 16 gennaio 1809 il grosso delle fortificazioni esterne degli spagnoli si trovava nelle mani dei francesi. Le armate francesi si concentrarono quindi a far breccia nelle mura di Saragozza.
Il 17 gennaio 1809 i francesi iniziarono un bombardamento alle mura dal ridotto di San José. Palafox sapeva che le mura medievali non avrebbero retto a lungo e pertanto si rivolse alle fortificazioni interne e alle barricate.
Nel gennaio di quell'anno, Junot venne rimpiazzato dal maresciallo Jean Lannes da poco rimessosi. In quel momento vi erano molti soldati malati da entrambe le parti in guerra. I francesi disponevano infatti di soli 20 000 uomini sani. Gli spagnoli intanto procedevano a reclutare nuovi uomini presso la città.
Lannes come primo provvedimento richiamò la divisione di Mortier per proteggere le linee di comunicazione tra Madrid e Saragozza. Il 26 gennaio l'esercito di Mortier venne sconfitto da una milizia di 4-5 000 contadini presso Alcañiz.
L'attacco francese ebbe inizio il 24 gennaio 1809 quando tre teste di ponte vennero catturate sul fiume Huerva. L'assalto principale ebbe inizio il 27 gennaio 1809 creando tre brecce nelle mura della città. Lannes irruppe e riuscì a catturare la batteria a sudest e quella posta presso il convento di Santa Engracia a sudovest.
A quel punto i francesi parevano nuovamente vittoriosi.

### Fase 3: I combattimenti nelle strade 28 gennaio – 20 febbraio 1809
I difensori spagnoli si erano preparati da subito ai combattimenti casa per casa. Lannes aveva deciso di procedere con la conquista di ciascun blocco di fortificazioni così da ridurre le perdite francesi.
I combattimenti furono particolarmente cruenti, anche all'interno della chiesa del convento di San Augustin dove i francesi si trincerarono all'altare e gli spagnoli nella navata. La superiorità nell'equipaggiamento e nella preparazione dei francesi fu evidente da subito e in migliaia furono gli spagnoli a cadere sotto i colpi dei fucili o per il diffondersi della malattia.
A febbraio infatti la malattia stava decimando la popolazione di Saragozza e rimanevano solo 8 495 uomini dell'originale guarnigione di 32 000. Di questi 10 000 erano morti e 13 737 erano malati o feriti.
Ciò che più demoralizzava i francesi erano per l'appunto i combattimenti casa per casa che facevano progredire il tutto molto lentamente e pertanto Lannes ordinò alle truppe a nord del fiume di tendere un secondo attacco a San Lazaro il 18 febbraio 1809, il quale ebbe successo. La parte settentrionale di Saragozza poteva ora essere attaccata con l'artiglieria.
Dal 19 febbraio 1809 le difese spagnole stavano cedendo e lo stesso Palafox era seriamente ammalato. Si incontrò con Lannes per discutere i termini della resa, poi si dimise in favore del generale St. March, lasciando il governo della città ad un consiglio di 33 civili.
La prima offerta di resa venne rifiutata ed i combattimenti ripresero il 20 febbraio 1809, ma i civili negoziarono velocemente. Gran parte della città era in rovina e quasi 54 000 persone erano morte nell'assedio.

## Conseguenze
Secondo i termini della resa, la guarnigione uscì indenne dalla porta di Portillo ed ottenne la scelta se unirsi all'esercito francese o rimanerne prigionieri. Dei 32 000 uomini all'inizio dell'assedio ne erano sopravvissuti solo 8 000
I termini della resa previdero il rispetto della proprietà privata e un'amnistia generale per la città e, per quanto vi fu qualche razzia, la città non venne formalmente saccheggiata.
I morti in conseguenza dell'assedio si attestarono intorno ai 54 000, di cui 20 000 soldati e 34 000 civili. Lannes stesso stimò un calo della popolazione di Saragozza da 55 500 abitanti prima dell'assedio a 15 000 a battaglia conclusa. La città, considerata "la Firenze di Spagna" ne uscì completamente distrutta, perdendo strutture emblematiche come l'abbazia di Santa Engracia, il quartiere medievale, gli edifici governativi.
I francesi persero tra i 10 000 ed i 4000 uomini per malattia.
Palafox stesso cadde prigioniero dei francesi che lo deportarono come traditore a Vincennes.